# Aleksandrowo (powiat nowodworski)
Aleksandrowo – wieś sołecka w Polsce, położona w województwie mazowieckim, w powiecie nowodworskim, w gminie Nasielsk.
Rodzaj miejscowości został zmieniony 1.01.2022 r. z kolonia wsi, na wieś.
W latach 1975–1998 kolonia administracyjnie należała do województwa ciechanowskiego.